# 촐라체
《촐라체》는 대한민국의 소설이다. 2005년에 있었 산악인 박정헌, 최강식이 촐라체 북벽 등반에 성공했던 사건을 모티브로 한 산악소설이다.